# Jasurbek Ortiqboyev
Jasurbek Ortiqboyev es un deportista uzbeco que compite en lucha grecorromana. Ganó dos medallas de bronce en el Campeonato Mundial de Lucha, en los años 2022 y 2023, ambas en la categoría de 55 kg.

## Palmarés internacional
| Campeonato Mundial | Campeonato Mundial | Campeonato Mundial | Campeonato Mundial |
| Año                | Lugar              | Medalla            | Categoría          |
| ------------------ | ------------------ | ------------------ | ------------------ |
| 2022               | Belgrado (Serbia)  | Medalla de bronce  | 55 kg              |
| 2023               | Belgrado (Serbia)  | Medalla de bronce  | 55 kg              |